# 세계 중요 농업 유산 시스템
세계 중요 농업 유산 시스템(Globally Important Agricultural Heritage Systems, GIAHS)은 어떤 국가 또는 지역의 사회나 환경에 적응하면서 몇세기에 걸쳐 발달하고 형성되어 온 농업적 토지 이용, 전통적인 농업과 관련하여 육성된 문화, 경관, 생물다양성이 풍부한 세계적으로 중요한 지역을 차세대에게 계승하는 것을 목적으로 2002년에 식량 농업 기구 주관으로 창설한 제도이다.

## 개념
농업유산은 지역사회의 지속가능한 발전에 대한 열망과 환경과의 동반 적응을 통해 진화되어온 생물다양성이 잘 유지되고 있는 토지이용시스템과 경관을 말한다.

## 인정 기준
GIAHS 인정 지역의 기준은 식량·생계수단의 확보, 생물다양성 및 생태계의 기능, 전통적 지식·농업기술의 계승, 사회제도·문화습관, 경관이 수려한 토지이용, 특수한 토지·수자원 관리 등이다.

## 인정 지역
2011년 현재 남아메리카, 아프리카, 아시아 등 10개 지역이 세계중요농업유산으로 지정되었다.

## 인정 절차
1. 국가 추천을 받아 입후보지 등록 신청 (FAO본부)
2. 현지답사 및 서류심사 (FAO본부)
3. 인정 (GIAHS 인정심사 심의회는 2년마다 개최)